# 총신
총신(寵臣, favorite)은 지배자 또는 그 외 중요한 사람에게 특별한 총애를 받는 자를 말한다. 근대 초 유럽 및 중세 유럽 시기에 이 용어는 통치자의 중요한 정치적 권력을 위임받은 개인에게 사용되었다.

## 저명한 총신의 예
- 안티누스
- 바실리오스 1세
- 제1대 버킹엄 공작 조지 빌리어즈
- 쥘 마자랭
- 화신
- 랑발 공작부인 마리 테레즈 루이즈
- 욜랑드 드 폴라스트롱 드 폴리냑 공작부인
- 마누엘 데 고도이
- 그리고리 라스푸틴